# Gerolamo Induno
Gerolamo Induno ou Girolamo (Milan, 13 décembre 1825 - 18 décembre 1890) est un patriote et un peintre italien  du XIXe siècle.

## Formation et œuvres de jeunesse
Gerolamo Induno est le frère cadet de dix ans de Domenico qui épouse la sœur du peintre Angelo Trezzini.
De 1839 à 1846 il fréquente l'Académie des beaux-arts de Brera où il est l'élève Luigi Sabatelli et de Francesco Hayez.
À partir de 1845, il présente ses premières œuvres aux expositions de Brera, des études de genre, des portraits et une scène extraite des Promessi Sposi.
En 1848, il participe aux émeutes anti-autrichiennes et doit se réfugier, avec son frère, à Astano en Suisse. Par la suite il se rend à Florence où il expose Interno di cucina (Intérieur de cuisine).
À Florence il s'enrôle comme volontaire sous le commandement du général Giacomo Medici, avec lequel il participe à la défense de Rome, assiégée par l'armée française, et réalise de nombreux croquis et peintures.
En 1855, il s'illustre pendant la guerre de Crimée et obtient une médaille d'honneur.
Il accompagne Giuseppe Garibaldi dans sa campagne de 1859 et est nommé peintre officiel de l'Expédition des Mille.
Pendant la défense de Palazzo Barberini, il est gravement blessé et après avoir été soigné par les frères de l'hôpital Fatebenefratelli, il réussit à retourner à Milan avec l'aide du comte Giulio Litta.

## Œuvres
- La battaglia della Cernaia (Bataille de Cernaia)
- La battaglia di Magenta (Bataille de Magenta)
- Un grande sacrificio (Un Grand Sacrifice)
- Triste presentimento (Triste Pressentiment)
- La partita a scacchi  (Partie d'échec)
- Ritratto equestre di Vittorio Emanuele II (Portrait équestre de Victor Emmanuel II)
- Partenza dei Volontari del 1866 (Départ des volontaires de 1866) commandé par Victor Emmanuel II
- L'addio del coscritto (L'Adieu au conscrit)
- La lettera (La Lettre)
- Il figurinaio (Le Marchand de figurines)
- Amore di bimbo (Amour d'enfant)
- Décoration de l'ancienne gare centrale de Milan.
- Roma 1849 combattimento al Vascello, collection privée
- Tomba di La Marmora in Crimea
- Bersaglieri in Crimea
- Annuncio della pace di Villafranca, Musée du Risorgimento, Milan (attribué à son frère Domenico)
- Garibaldi ferito in Aspromonte, Musée du Risorgimento, Milan
- Garibaldi sulle alture di Sant'Angelo presso Capua , 1861, Milan Musée du Risorgimento

## Sources
- (it) Cet article est partiellement ou en totalité issu de l’article de Wikipédia en italien intitulé « Gerolamo Induno » (voir la liste des auteurs).